# Cal Prim (Verdú)
Cal Prim és una casa de Verdú (Urgell) inclosa a l'Inventari del Patrimoni Arquitectònic de Catalunya.

## Descripció
Casa pairal de grans dimensions en un dels carrers perpendiculars a la plaça Major de Verdú.
Consta d'una àmplia façana realitzada amb pedra tallada irregularment, fet que dona com a resultat una estereotomia força irregular. La façana s'organitza en tres plantes. A la planta baixa s'observa la presència de tres portes d'accés que probablement no existien totes al primer moment de construcció. La porta central és lleugerament més àmplia que les dues portes laterals. Són de perfil rectangular i cobertes amb llindes de pedra rectangulars sense cap mena de decoració. En la part central del primer pis d'aquesta casa hi ha un balcó central custodiat per una finestra a cada banda. La part més interessant d'aquesta casa es troba a la tercera planta on es troba una successió de set finestres resoltes amb arcs de mig punt que donen ritme a aquesta façana.

## Història
Cal Prim fou la casa on visqueren els avantpassats del general Prim. Entre altres personatges de renom nascuts en aquesta històrica família compten el senyor Bartomeu Prim i Gassol, nascut l'any 1745 (metge i catedràtic a la universitat de Cervera). Posteriorment, també hi van néixer mossèn Joan Prim i Gassol, el senyor Ramon Prim i Gassol i finalment el general Prim.